# Гліб (Лончина)
Гліб Лончи́на (нар. 23 лютого 1954, Стюбенвіл, Огайо, США) — єпископ Української греко-католицької церкви, апостольський адміністратор єпархії святого Володимира Великого в Парижі для українців візантійського обряду у Франції, країнах Бенілюксу та Швейцарії.

## Біографія
Народився 23 лютого 1954 року в містечку Стюбенвіл, Огайо (США), в українській родині. При хрещенні отримав ім'я Борис.
Середню освіту здобув у Детройті у початковій та середній парафіяльній школі Непорочного Зачаття, якою керували Отці Василіяни та Сестри Василіянки. Одночасно навчався у Школі українознавства та Українському музичному інституті. Є членом Пласту, зокрема куреня Лісові Чорти.
Богословську освіту здобував у Римі в Університеті «Урбаніяна». Захистив докторат з літургіки у Папському східному інституті.
Постригся у ченці в монастирі Святого Теодора Студита в Ґроттаферрата (Італія), у якому і прийняв схиму 19 грудня 1976 року. Отримав монаше ім'я Гліб. Священниче рукопокладення отримав від Патріарха Йосифа Сліпого 3 липня 1977 року в тому ж монастирі. Кілька років душпастирював у парафії Святого Миколая у Пассейку, Нью-Джерсі (США).
У 1979 році Гліб Лончина став членом Римського Релігійного Товариства Українців-Католиків «Свята Софія». У 1985–1990 рр. був префектом студентів у Колегії Святої Софії в Римі.
У 1994 році переїхав зі своєю монашою спільнотою в Україну. Був духівником у Львівській духовній семінарії Святого Духа. У цьому навчальному закладі, у Львівській богословській академії, в Інституті вищої релігійної культури, а також на катехитичних курсах викладав літургіку та біблійні науки.
У 1997–2001 рр. — крайовий капелан спільноти «Віра і Світло» в Україні. У 2000−2002 роках працював як аташе в Апостольській нунціатурі в Києві. 11 січня 2002 року іменований єпископом Української греко-католицької церкви з титулом місцевого єпископського престолу Барети біля Ефезу. Архієрейську хіротонію отримав в Архікатедральному соборі Святого Юра 27 лютого 2002 року (святитель — Блаженніший Любомир Гузар, співсвятителі — митрополит Стефан Сорока та єпископ Юліан Вороновський). Призначений єпископом Патріаршої Курії Верховного Архієпископа, Керівником Курії Києво-Галицької Митрополії.
1 березня 2002 року Блаженніший Любомир іменував Преосвященного Владику Гліба Сенатором Українського католицького університету. З 25 червня 2002 року по 2 червня 2007 року Владика Гліб був Головою сенату.
З 22 березня 2002 року по 8 червня 2004 року — Голова Патріаршої літургійної комісії УГКЦ. Від 2002 р. — Голова Наглядової ради «Карітас України».
З 14 січня 2003 року по 15 грудня 2008 року — Апостольський візитатор для українців греко-католиків в Італії. З 25 березня 2003 по 9 травня 2006 року був Апокризарієм-Прокуратором Української Греко-Католицької Церкви при Римській апостольській столиці. З 1 липня 2003 року по 11 листопада 2008 року — Постулятор справи беатифікації і канонізації Слуги Божого Андрея Шептицького. З 4 березня 2004 року по 15 грудня 2008 року був Апостольським візитатором для українців греко-католиків в Іспанії. З 4 березня 2004 року — Апостольський візитатор для українців греко-католиків в Ірландії.
16 червня 2006 року декретом Блаженнішого Любомира Гузара Владика Гліб призначений Керівником адміністрації «Релігійного управління Києво-Галицької Митрополії Української Греко-Католицької Церкви». 28 вересня 2006 року — керівником Відділу церковних комісій та Уповноваженим для монаших справ Патріаршої курії Української Греко-Католицької Церкви. З 16 вересня 2008 року — Голова Патріаршої літургійної комісії УГКЦ.
2 червня 2009 року папа Римський Бенедикт XVI призначив єпископа Гліба Лончину апостольським адміністратором вакантного осідку Апостольського екзархату для українців візантійського обряду у Великій Британії. 14 червня 2011 року Бенедикт XVI призначив владику Гліба апостольським екзархом цього ж екзархату.
18 січня 2013 року що Папа Венедикт XVI підніс до гідності єпархії дотеперішній Апостольський екзархат для українців візантійського обряду, що проживають у Великій Британії, надаючи їй назву «Лондонська єпархія Пресвятої Родини». Першим Єпархом Святіший Отець призначив Владику Гліба (Лончину).
18 лютого 2019 року Апостольська столиця повідомила про призначення преосвященного владики Гліба Лончини Апостольським адміністратором вакантного осідку єпархії святого Володимира Великого в Парижі для українців візантійського обряду у Франції, країнах Бенілюксу та Швейцарії. До цього архиєрейське служіння у цій єпархії здійснював преосвященний владика Борис Ґудзяк, що в цей же день був переведений та номінований архиєпископом і митрополитом Філадельфійським.
1 вересня 2019 року Святіший Отець Папа Франциск прийняв зречення преосвященного владики Гліба Лончини з уряду правлячого архиєрея Єпархії Пресвятої Родини із осідком у Лондоні (Велика Британія) та Апостольського адміністратора в Ірландії. Окрім того, було повідомлено про те, що служіння Апостольського адміністратора у вищеназваній єпархії сповнюватиме отець Микола Матвіївський, дотеперішній протосинкел єпархії.
Рішенням Синоду Єпископів УГКЦ 2019 року владику Гліба Лончину призначено очільником Патріаршої літургійної комісії УГКЦ. Це служіння він здійснював до липня 2022 року.
Преосвященний владика Гліб Лончина, крім рідної, володіє англійською, італійською та французькою мовами.